# Septembre musical
Le Septembre musical est un festival suisse de musique classique qui se déroule chaque année à Montreux et Vevey, dans le canton de Vaud, depuis 1946. C'est le plus grand festival du genre en Suisse romande.

## Historique
La première édition du Septembre musical date de 1946,. 
La manifestation prend officiellement le nom de « Festival de musique de Montreux-Vevey » en 1968[réf. nécessaire]. Elle est rebaptisée « Festival international de musique et d’art lyrique » en 1999 et devient « Montreux Voice & Music Festival » en 2000[réf. nécessaire].

### Directeurs
2018- : Mischa Damev
2004-2018 : Tobias Richter,,
2002-2004 : Karl Anton Rickenbacher,
1996-2001 : Christian Chorier,
1984-1995 : Yves Petit de Voize
1967-1983 : René Klopfenstein
1946-1967 : Manuel Roth

## Auditorium Stravinski
À la suite d'une extension du Centre des congrès de Montreux, le festival bénéficie depuis 1993 d’un nouvel espace, l’auditorium Stravinski, dont la rénovation en 2011 en a fait une salle polyvalente à la pointe du progrès en matière de fonctionnalité et de performance acoustique.

## Collections musicales de la Radio suisse romande enregistrées durant le Septembre musical
Volume I (enregistrements de 1953)
- Orchestre du Gürzenich de Cologne, direction André Cluytens
  - Piotr Ilyitch Tchaïkovski : Concerto pour violon et orchestre en ré majeur op. 35, Nathan Milstein, violon
  - Igor Stravinsky : Suite de l’Oiseau de feu 1919
- 1 CD, réf. 6193

Volume II (enregistrements de 1955)
- Orchestre national de Paris, direction André Cluytens
  - Georges Bizet : Symphonie No 1 en ut majeur
- Orchestre National de Paris, direction Carl Schuricht
  - Ludwig van Beethoven :
    - Egmont, Ouverture op. 84
    - Concerto pour piano et orchestre No 1 en ut majeur op. 15, Wilhelm Kempff, piano
- 1 CD, réf. 6202

Volume III (enregistrements de 1956)
- CD 1
- Orchestre du Gürzenich de Cologne, direction Otto Klemperer
  - Wolfgang Amadeus Mozart : Concerto pour piano et orchestre No 27 en si bémol majeur KV 595, Clara Haskil, piano
- Orchestre National de Paris, direction André Cluytens
  - Johannes Brahms : Concerto pour violon et orchestre en ré majeur op. 77, Isaac Stern, violon

- CD 2
- Orchestre du Gürzenich de Cologne, direction Joseph Keilberth
  - Ludwig van Beethoven : Concerto pour piano et orchestre No 4 en sol majeur op. 58, Wilhelm Kempff, piano
- Orchestre du Gürzenich de Cologne, direction Paul Klecki
  - Antonín Dvořák : Concerto pour violon et orchestre en la mineur op. 53, Nathan Milstein, violon

2 CD, réf. 6205
Volume IV (enregistrements de 1957)
- Orchestre symphonique du NDR de Hambourg, direction Hans Schmidt-Isserstedt
  - Johannes Brahms : Symphonie No 2 en ré majeur op. 73
  - Joseph Haydn : Concerto pour violoncelle et orchestre No 2 en ré majeur Hob.VIIb.2, Pierre Fournier, violoncelle
  - Ludwig van Beethoven : Concerto pour violon et orchestre en ré majeur op. 61, Nathan Milstein, violon
  - Antonín Dvořák : Symphonie No 9 en mi mineur op. 95 « Du Nouveau Monde »
- 2 CD, réf. 6222

Volume V (enregistrements de 1958)
- Orchestre du Bayerischer Rundfunk Munich, direction Eugen Jochum
  - Richard Strauss : Don Juan, poème symphonique op. 20
  - Johannes Brahms : Symphonie No 1 en ut mineur op. 68
- 1 CD, réf. 6233

Volume VI (enregistrements de 1959)
- Orchestre du Concertgebouw d'Amsterdam, direction Rafael Kubelik
  - Hector Berlioz : Symphonie fantastique op. 14
  - Arthur Honegger : Pastorale d’été pour petit orchestre
- 1 CD, réf. 6245